# Penicillium radicum
Penicillium radicum är en svampart som beskrevs av A.D. Hocking & Whitelaw 1998. Penicillium radicum ingår i släktet Penicillium och familjen Trichocomaceae.   Inga underarter finns listade i Catalogue of Life.